# Hribovšek
Hribovšek je priimek v Sloveniji, ki ga je po podatkih Statističnega urada Republike Slovenije na dan 1. januarja 2010 uporabljalo 106 oseb.

## Pomembni nosilci priimka
- Aleksander Hribovšek, heraldik
- Anton Hribovšek, sodelavec glasila Rast (1927-31)
- Blaž Hribovšek (*1997), karateist
- Boštjan Hribovšek (*1984), gorski kolesar
- Dominik Hribovšek, klarinetist
- Drago Hribovšek (1940—2020), tonski snemalec, oblikovalec zvoka
- Ivan Hribovšek (1923—1945), pesnik
- Jože Hribovšek, dirigent
- Karel Hribovšek (1846—1916), mariborski stolni dekan in prošt, umetnostni konservator
- Lili Hribovšek (*1980), slikarka
- Mitja (Dimitrij Tone) Hribovšek, publicist (izgnanec v Srbiji)
- Mitja Hribovšek, plesalec sod. plesa
- Tone Hribovšek (*1935), pravnik, društveni delavec
- Valentina Sršen, r. Hribovšek (1929—1999), zdravnica, prim.